# Рассаднев, Александр Михайлович
Александр Михайлович Рассаднев (23 августа 1895, Тула — 6 декабря 1974, Тула) — советский партийный, профсоюзный, спортивный общественный деятель, журналист, издатель, краевед, шахматно-шашечный деятель, шахматист, спортивный судья. Первый директор издательства «Тулпечать». Организатор Общества по изучению тульского края.
Член РКП(б) с 1919 года.

## Биография
Родился в Туле в семье рабочего-самоварщика Михаила Ивановича Рассаднева.
После начальной школы учился в ремесленном училище, в 1917 году обучался на курсах народного университета в Туле,
много позднее ему удалось окончить четыре курса механического института, где он был первым редакторов многотиражной газеты «За пролетарские кадры» (ныне «За инженерные кадры»).
После смерти отца в 13 лет продавал газеты.
В 1917 году Рассаднев включился в многогранную общественную деятельность, находился на партийной и профсоюзной работе, занимался журналистикой, краеведением,
партийная, профсоюзная и общественная деятельность
Член Тульского городского Совета рабочих и крестьянских депутатов (1917), председатель комиссии по ликвидации неграмотности, секретарь штаба чистоты Тулы, секретарь губернского профсовета; председатель совета «Пролеткульт» и член рабочего художественного совета « Пролеткульт», председатель объединенной Тульской городской комиссии помощи голодающим (1921); председатель финансово-налоговой секции (1922); ответственный секретарь губернского исполкома,
По инициативе Александра Михайловича в Туле переименованы такие улицы, как Л. Толстого, В. Вересаева, Металлистов, Оружейный переулок и другие.
журналистская и издательская деятельность
Организатор и первый директор издательства «Тулпечать» (куда объединили газеты «Коммунар», «Деревенская правда», «Известия Тульского губисполкома» и типографию). Возглавлял областное радиовещание, организовал передачи «Последних известий».
Редактировал журнала ГСПС и ГЭС «Организованный труд», журналов «Новый путь», «Тульский край». редактор бюллетеня губернского профсовета и губернского экономсовещания, редактор рабочей газеты ГСПС «Рабочий путь» (1923), «Известия Тульского губисполкома».
спорт
35 лет Александр Михайлович посвятил развитию спорта в родной области. Он руководил в спортивных обществах «Спартак», «Шахтёр», «Труд», был директор велосипедно-конькобежной школы, работал в областном комитете по физкультуре и спорту замом председателя по кадрам.
Наибольшее признание Александр Михайлович получил как активнейший пропагандист и организатор шахматной и шашечной жизни в Туле, созданию городской и областной шахматно-шашечной базы.
С шахматами Александр Михайлович познакомился юношей. Участвовал во всероссийском турнире по переписке 1926—1928 гг. Его партия с Наркомом обороны Н. В. Крыленко была прокомментирована в журнале «Шахматы в СССР» за 1928 год.
Александр Михайлович провёл в Туле такие соревнования, как полуфинал ВЦСПС, всесоюзный турнир кандидатов в мастера, полуфинал первенства СССР (при участии В. Корчного, Ю. Авербаха и др.). Также приглашал в Тулу выдающихся шахматистов — после 2-го московского международного турнира чемпиона Венгрии А. Лилиенталя; осуществил массовые сеансы одновременной игры с Д. Бронштейном, В. Смысловым, М. Ботвинником. Значительным событием был приезд летом 1936 года десяти мастеров (шахматисты и шашисты) ВЦСПС, в том числе заслуженного деятеля искусства РСФСР Е. Троицкого.
Рассаднев — первый в Тульской области получил году звание судьи республиканской категории (1948) и прошел аттестацию на следующую судейскую категорию — всесоюзную. Также он был судьей первой категории по шашкам. В 1950 году Рассаднев был главным арбитром, проходившего в Туле восьмого чемпионата РСФСР по русским шашкам.
А. М. Рассаднев способствовал росту талантливой молодёжи, участвуя в судьбе таких известных мастеров игры, как В. Абаулин, А. Суэтин, А. Карпов.
Многие годы Рассаднев вел в газете «Коммунар» разделы «Шахматы и шашки», «В часы досуга».
Краеведение
Большой заслугой Рассаднева следует считать создание им Общества по изучению Тульского края, выпуск специальной краеведческой литературы.
Под редакцией Рассаднева вышли в свет книги, давно ставшие библиографической редкостью: «По Тульскому краю» (1925), «Вся Тула и Тульская губерния» (1925), брошюры «Декабристы-туляки» (1925), «Очерки по истории Тульского края» (1925) и четырнадцать других печатных изданий (о кустарной промышленности и лесном хозяйстве, плодовых садах и водоснабжении, погоде и спорте).
Похоронен на Спасском кладбище в тульском Заречье. Надгробие сохранилось.
Сочинения: Из истории профессионального движения в Тульской губернии // Очерки по истории Тульского профдвижения: Сб. ст. и мат-лов (Т., 1927. — С. 12-18). Наука, культура и социалистическое строительство // Тульский край. — 1928. — № 1-2. — С. 1-4. Районирование и перспективы развития Московской области и Тульского округа // Тульский край. — 1929. — № 2-3 (14-15). — С. 1-26. [Библиогр.: 13 назв.] Состояние и задачи краеведческого движения в Тульском округе // Тульский край. — 1930. — № 1. — С. 1-10. Шахматный клуб в Туле // Коммунар. — 1960. — 29 апр.